# Municipio de Dixon (Ohio)
El municipio de Dixon (en inglés: Dixon Township) es un municipio ubicado en el condado de Preble en el estado estadounidense de Ohio. En el año 2010 tenía una población de 567 habitantes y una densidad poblacional de 6,13 personas por km².

## Geografía
El municipio de Dixon se encuentra ubicado en las coordenadas 39°41′55″N 84°45′41″O / 39.69861, -84.76139. Según la Oficina del Censo de los Estados Unidos, el municipio tiene una superficie total de 92.57 km², de la cual 92,54 km² corresponden a tierra firme y (0,03 %) 0,03 km² es agua.

## Demografía
Según el censo de 2010, había 567 personas residiendo en el municipio de Dixon. La densidad de población era de 6,13 hab./km². De los 567 habitantes, el municipio de Dixon estaba compuesto por el 97,18 % blancos, el 0,53 % eran afroamericanos, el 0,88 % eran amerindios y el 1,41 % eran de una mezcla de razas. Del total de la población el 0,35 % eran hispanos o latinos de cualquier raza.